# Al-Amn al-Khas
L'Organizzazione di Sicurezza Speciale Irachena (in arabo الأمن الخاص‎?, Al-Amn al-Khas), era la più potente agenzia di sicurezza dell'Iraq sotto il regime di Saddam Hussein ed era responsabile della sicurezza personale degli ufficiali governativi di alto grado e delle strutture presidenziali.  Il suo direttore Hani Abd Al-Latif Tilfah Al-Tikriti era il ricercato numero 7 del regime iracheno da parte degli Stati Uniti. Fu catturato nel giugno 2004.  L'organizzazione si dissolse il 23 maggio 2003 con il decreto numero 2 dell'Autorità Provvisoria della Coalizione per ordine di Lewis Paul Bremer.

## Direttori
Secondo l'Iraq Survey Group Final Report  i direttori dell'organizzazione furono i seguenti:
- Husayn Kamil Hasan Al Majid (1983-1989)
- Fannar Zibin Al Hasan (?-1991)
- Qusayy Saddam Hussein (1992-1997)
- Abid Hamid Mahmud     (1992-1997)
- Nawfal Mahjoom Al-Tikriti (1997-?)
- Qusayy Saddam Hussein (?-2001)
- Walid Hamid Tawfiq al-Tikriti (2001-2002)
- Hani Abd Latif Tilfah al-Tikriti (2002-2003)